# 큰과일먹는박쥐
큰과일먹는박쥐(Artibeus amplus)는 주걱박쥐과(신세계잎코박쥐과)에 속하는 박쥐의 일종이다. 남아메리카 신열대구 특히 콜롬비아와 가이아나, 베네수엘라에서 발견된다.

## 특징
보통 크기의 박쥐로 전체 몸길이가 80~104mm이고 전완장이 65~75.3mm이다. 발 길이가 17~20mm, 귀 길이가 18~26mm이다. 털이 짧다. 등 쪽 털은 갈색부터 거무스레한 갈색까지 다양하지만 배 쪽은 거무스레한 갈색을 띤다. 주둥이는 짧고 넓다. 잎코가 잘 발달해 있고 피침형 모양을 띤다.

## 생태
동굴 경계 영역에서 은신한다. 무화과나무속 열매와 꽃꿀, 곤충을 먹이로 먹는다. 2월에는 베네수엘라에서 11월에는 수리남에서 새끼를 밴 암컷이 관찰되는 반면에 2월과 4월에는 베네수엘라에서 5월에는 콜롬비아에서 젖을 먹이는 모습이 관찰된다.

## 분포 및 서식지
콜롬비아 북동부 지역과 베네수엘라 서부와 남부, 가이아나, 수리남에 널리 분포한다. 해발 24m와 1,200m 사이의 시냇가 근처 상록수림과 경작지와 과수원 같은 좀 더 앞이 트인 지역, 야노스, 대상림, 저지대 우림에서 서식한다.